# Center to Bridge the Digital Divide
A Center to Bridge the Digital Divide a Washingtoni Állami Egyetem spokane-i campusán működő, 2001-ben alapított szervezet volt, melynek célja az infokommunikációs technológiák használatának oktatása.
A projekt Washington állam vidéki részein, tizenegy afrikai országban, valamint Afganisztánban működött.
A CBDD igazgatója egyszer részt vett a World Wide Web Consortium találkozóján, ezen felül a szervezet munkatársai többször is megjelentek konferenciákon, cikkeket adtak ki és tanácsadást is vállaltak.

## Történet
A szervezet 2001-ben adományokból jött létre egy munkatárssal, végül 15 alkalmazottja lett és többszáz partneri kapcsolatot épített ki és több nemzetközi beadványt is útjára indított.

### Megalapítás
A szervezet eredeti célja a Washington állam vidéki területein uralkodó digitális szakadék csökkentése volt; ennek érdekében információtechnológiai állásokat hoztak létre azon területeken, ahol a természetierőforrás-alapú munkák kiveszőben voltak. 2002-ben a Bill és Monica Gates Alapítvány felvette a kapcsolatot a szervezettel, és az együttműködés eredményeképp az államban hat műszaki gimnáziumot alapítottak, illetve a CBDD és a 4-H szervezet egy a fiatalokat megcélzó műszaki képzést indított Washington államban.

### Nemzetközi terjeszkedés
2002-ben a szervezet az USA nemzetközi fejlesztési ügynökségével közösen elindította a 3,5 millió dolláros költségvetésű NetTel@Africa projektet, amely keretén belül tizenegy afrikai ország egyetemein képezhetnek telekommunikációs szakembereket. A programot később az Afghanistan eQuality Alliances keretében Afganisztánra is kiterjesztették.

### Integráció a Washingtoni Állami Egyetemmel és az állammal
A későbbi években a CBDD a Communities Connect Network keretein belül közösségfejlesztéssel foglalkozott, valamint helyi hallgatókat segítettek hozzá ahhoz, hogy nemzetközi gyakornoki pozíciókat tölthessenek be. 2007-től kezdődően a szervezet tevékenysége a következő három szempont köré csoportosult: vidéki hálózatok (családok, magánszemélyek és közösségek fejlesztése az infokommunikációs technológiák segítségével) digitális jövő (eltérő kultúrákkal való együttműködés) és globális hálózatok (a fejlődő országok problémáinak megoldása az oktatás fejlesztésével).

## Fordítás
Ez a szócikk részben vagy egészben  a   Center to Bridge the Digital Divide című angol Wikipédia-szócikk ezen változatának fordításán alapul.  Az eredeti cikk szerkesztőit annak laptörténete sorolja fel. Ez a jelzés csupán a megfogalmazás eredetét és a szerzői jogokat jelzi, nem szolgál a cikkben szereplő információk forrásmegjelöléseként.